# Martin Winter
Martin Winter (født 5. februar 1955 i Zerbst, død 21. februar 1988) var en tysk roer og olympisk guldvinder.

## Karriere
Winters første store internationale bedrift kom med en VM-bronzemedalje i 1975 i singlesculler, hvor han også vandt det østtyske mesterskab i denne båd. Han var udtaget til OL 1976 i Montreal i dobbeltfireren for DDR, men måtte melde fra på grund af sygdom. I 1977 var han med i den østtyske dobbeltfirer og dermed med til at blive verdensmester dette år samt det følgende. I 1979 roede han dobbeltsculler og vandt her VM-bronze.
Ved OL 1980 i Moskva var han tilbage i dobbeltfireren og roede her sammen med Frank Dundr, Carsten Bunk og Uwe Heppner. Østtyskerne var temmelig overlegne i indledende heat, men finalen blev mere tæt, end det var forventet. Til slut var det dog østtyskerne, der sikrede sig guldet, mens Sovjetunionen, der havde ført i begyndelsen, måtte tage til takke med sølvmedaljerne, og Bulgarien løb med bronzen.
Winter fortsatte herpå i dobbeltfireren og var med til at blive verdensmester i 1981 og 1982, mens det i 1983 blev til VM-sølv.

### Videre liv og karriere
Winter studerede idræt ved DHfK Leipzig og blev idrætslærer. Han var desuden rotræner i SC Magdeburg. Hans karriere blev dog kort, idet han døde efter en ulykke i en alder af blot 33 i 1988.

## OL-medaljer
- 1980:  Guld i dobbeltfirer